# Miroslav Jůza
Miroslav Jůza (22. ledna 1943, Čebín – 13. ledna 2012) byl československý atlet, běžec, který se věnoval středním tratím.
V roce 1968 získal bronzovou medaili na třetím ročníku evropských halových her v Madridu ve štafetovém závodě na 3 x 1000 metrů. Třikrát se stal vítězem mezinárodního závodu Běh Lužánkami, který se koná od roku 1946 v Brně.
Po celou dobu své atletické kariéry (kterou ukončil v roce 1971, byl členem oddílu Zbrojovka Brno, jeho trenérem byl Jiří Šrámek.